# NMS Marsuinul
Le NMS Marsuinul ( Marsouin ) est un sous-marin de la marine militaire roumaine qui a servi dans les Campagnes de la mer Noire (1941-1944) pendant la Seconde Guerre mondiale. Il est l'un des rares navires de guerre construits en Roumanie pendant cette période et utilisés pendant la guerre. Il a été réalisé au chantier naval de Galați (Șantierul naval Galați) en 1938, lancé en 1941 et achevé en 1943. Il était le sous-marin le plus puissant et le plus moderne des forces de l'Axe en mer Noire.

## Conception
Marsuinul était un sous-marin, conçu par NV Ingenieurskantoor voor Scheepsbouw (en) (IvS), et construit au chantier naval de Galați en Roumanie. C'était une amélioration de la Vetehinen-class submarine (en) des Forces maritimes finlandaises. Il a été déposé en 1938 et lancé le 4 mai 1941.Il était armé d'un canon de pont de 105 mm, d'un canon antiaérien de 37 mm et de six tubes lance-torpilles de 533 mm (quatre à la proue et deux à la poupe), son équipage s'élevant à 45 hommes. Sa profondeur de plongée maximale était de 110 mètres avec une portée de plus de 8 000 milles marins.

## Carrière
Marsuinul a été commissionné, comme le Rechinul, en mai 1943. Il a passé près d'un an à subir des exercices et des tests en mer, avec Rechinul , étant seulement déclaré prêt à l'action en avril 1944. 

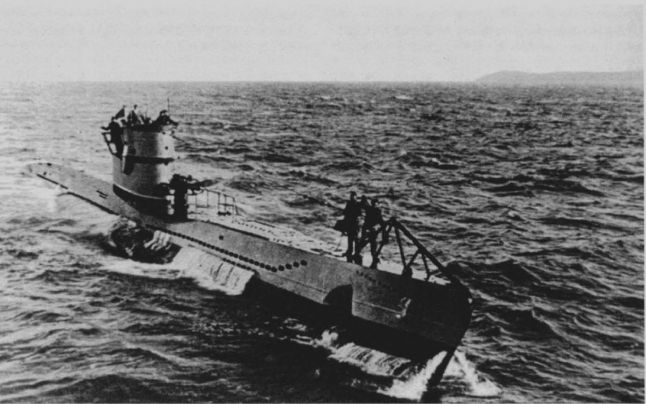
NMS Marsuinul en 1944

Il n'a effectué qu'une seule mission de patrouille, entre 11 et le 27 mai 1944, le long de la côte turque, entre Ereğli et Trabzon, et près du port soviétique de Batoumi. Peu de temps après son départ, il a été attaqué par des navires de guerre allemands au large de Varna, après avoir été pris pour un sous-marin soviétique. Après avoir atteint Batoumi, il a été repéré à plusieurs reprises par les forces soviétiques, chaque fois attaqué avec des charges profondes par des navires de guerre et des avions soviétiques. Le 19 mai seulement, 43 profondeurs soviétiques ont été larguées contre lui. Le 20 mai, un sous-marin soviétique a lancé une torpille sur lui, qui l'a raté. Le sous-marin a ensuite fait appel à des chasseurs de sous-marins, qui ont largué 31 autres charges de profondeur. Le 21 mai, il a de nouveau été attaqué avec 43 charges profondes, alors qu'il commençait son voyage de retour à sa base. Après un voyage périlleux, il est arrivé à Constanța à la fin du mois sans dommage ni blessé. 
- Guerre sous-marine dans les campagnes de la mer Noire (1944)

### Propagande allemande
Le département allemand de la propagande a profité au maximum du lancement des deux sous-marins roumains en mai 1941, laissant entendre que ce serait les premiers d'un approvisionnement régulier qui renforcerait l'Axe en mer Noire.

## Fin de carrière
Il a été capturé par les forces soviétiques après le coup d'État du 23 août 1944 et commandé comme TS-2 le 20 octobre dans la flotte de la mer Noire. Il a été coulé à Poti le 20 février 1945 par l'explosion accidentelle d'une de ses propres torpilles. Il a ensuite été renfloué, réparé et remis en service en tant que N-40 en août 1947. Il a ensuite été renommé S-40 en juin 1949 et mis au rebut après novembre 1950.